# Mabel Lang
Mabel Louise Lang (Utica, 12 november 1917 – Bryn Mawr, 21 juli 2010) was een Amerikaans archeologe en wetenschapper in Oudgriekse en Myceneense cultuur. Zij was tot 1991 werkzaam voor de faculteit van Bryn Mawr College, en was daar tot aan haar dood emeritus professor. Zij was de auteur van verschillende boeken over klassiek Grieks recht en klassieke Griekse cultuur en werkte mee aan de ontcijfering van de Lineair B-inscripties uit Pylos.

## Werk (selectie)
- The Athenian citizen (1960, herz. 2004 door John McK. Camp II)
- Weights, measures, and tokens (1964)
- Palace of Nestor at Pylos in western Messenia (1966)
- Waterworks in the Athenian Agora (1968)
- Graffiti in the Athenian Agora (1974, herz. 1988)
- Graffiti and dipinti (1975)
- Cure and cult in ancient Corinth : a guide to the Asklepieion (1977)
- Socrates in the Agora (1978)
- Herodotean narrative and discourse (1984)
- Ostraka (1990)
- Life, death and litigation in the Athenian Agora (1994)